# Rectificadora plana
La rectificadora plana és una màquina, la principal comesa és la realització de rectificat de plànols per aconseguir cotes de toleràncies estretes o acabats de molt baixa rugositat. Els plànols a mecanitzar poden ser rectes o de formes complexes, ja que les moles poden adquirir diferents perfils en funció de les necessitats del mecanitzat.

## Tipus
Els dos tipus en què se subdivideixen les rectificadores planes són les tangencials i les de fusell vertical. Aquestes guarden una gran similitud en els seus paràmetres i el seu funcionament, amb la particularitat del sistema d'atac de la mola sobre la peça.

## Rectificadores tangencials
Realitzen el mecanitzat tangencialment a la direcció del gir. En aquestes màquines la peça és mecanitzada amb la cara de la circumferència de la mola. Les rectificadores tangencials són les més utilitzades a causa de la seva major capacitat d'adaptació a diferents peces i diferents perfils mitjançant el canvi o diamantat de les moles.
Les seves parts principals són quatre: una gran bancada, una taula, un carro transversal o muntant i un fusell.

### Una gran bancada
Una gran bancada que és la carcassa de la màquina. Fabricada en fosa és l'encarregada de suportar tots els elements funcionals de la rectificadora.

### Una taula
Una taula que es desplaça longitudinalment i sobre la qual se situen els diferents mitjans de subjecció com la taula magnètica o, directament, la peça. La taula és moguda per un sistema hidràulic per mitjà d'un cilindre, un regulador, un inversor i una bomba. Sobre la taula estan allotjats els topalls regulables que són els que ens permeten regular la longitud de carrera de la taula.

### Un carro transversal o muntant
Un carro transversal, el qual executa el moviment transversal sobre unes guies instal·lades a la bancada i serveix d'allotjament al capçal. Aquest carro transversal funciona exactament igual que el longitudinal sent diferent el sistema de control recorregut. El més freqüent d'aquest aparell sol ser un tambor en el qual van allotjats dos topalls regulables per condicionar la longitud del recorregut.

### Un fusell
Un fusell que es troba allotjat al capçal. Aquest capçal, al contrari d'altres màquines, no porta cap caixa de canvis per pinyons, són capçals d'alta freqüències sobre el qual va subjecta la mola i que reben la transmissió directament sobre el motor, el seu nombre de revolucions per minut sol ser entre 1.000 i 1.500. El desplaçament del capçal, sol ser manual, per mitjà d'un fusell amb un tambor graduat, sent el desplaçament molt curt per cada volta del fusell per poder controlar la profunditat del tall que és molt petita, 0,01 o 0,02 com a màxim. D'aquesta manera, ens podem assegurar d'aconseguir toleràncies de mecanitzat molt estretes.

## Rectificadores de fusell vertical
Porten a terme la mecanització de forma normal al gir de la mola. En aquest cas la peça és mecanitzada amb el cercle format per la cara exterior de la mola.
Es pot dir que, exceptuant aplicacions concretes en àmbits de producció en sèrie, no s'usen pràcticament en tallers de mecanitzat. Encara que presenten l'avantatge d'oferir una superfície de rectificat molt alta, causen problemes de subjecció pel fet que generen grans forces d'arrossegament en el procés de mecanitzat. Per això, aquest tipus de màquines s'empra sobretot per planificar grans superfícies en les que no existeixen toleràncies molt rigoroses.